# California (Pensilvânia)
California é um distrito localizado no estado norte-americano de Pensilvânia, no Condado de Washington.

## Demografia
Segundo o censo norte-americano de 2000, a sua população era de 5274 habitantes. 
Em 2006, foi estimada uma população de 5947, um aumento de 673 (12.8%).

## Geografia
De acordo com o United States Census Bureau tem uma área de 
29,1 km², dos quais 28,6 km² cobertos por terra e 0,5 km² cobertos por água. California localiza-se a aproximadamente 238 m acima do nível do mar.

## Localidades na vizinhança
O diagrama seguinte representa as localidades num raio de 4 km ao redor de California. 